# Neoclytus jekelii
Neoclytus jekelii là một loài bọ cánh cứng trong họ Cerambycidae.